# Ellen van Loon
Ellen van Loon (Róterdam, 1963) arquitecta holandesa, es una de las socias principales de la Office for Metropolitan Architecture (OMA), asociación internacional líder en la práctica de la arquitectura, el urbanismo y el análisis cultural.

## Biografía
En 1991 se titula en arquitectura (Technische Universiteit, Delft). Actualmente es asociada a cargo de un gran número de proyectos en la Office for Metropolitan Architecture, entre los que se incluyen la Casa da Música en Oporto, el Centro de Congresos de Córdoba y el Mercati Generali en Roma. Después de trabajar en el proyecto del Reichstag de Berlín con Foster and Partners, OMA le ofreció en 1998 la dirección del equipo de diseño de la Sede de los Estudios Universal. Se convirtió en socia de OMA en 2002, y como tal estuvo a cargo del proyecto de la Embajada de los Países Bajos en Berlín.
Ellen van Loon tiene un profundo conocimiento de todas las facetas de la práctica de la arquitectura. En ella se combinan un talento sensible para el diseño y una aguda perspicacia para los negocios junto a una profunda comprensión de todos los aspectos técnicos y operativos. Fue nombrada Socia Gerente de OMA en 2004. Ha redirigido su atención hacia su pasión -la arquitectura- en el curso de 2005.

## Principales obras
- 1992 Kunsthal, Róterdam, Países Bajos
- 1998 Casa en Burdeos, Francia (con Maarten van Severen)
- 2003 Edificio Central del Campus, Illinois Institute of Technology (IIT), Chicago
- 2004 Biblioteca Central de Seattle, Washington
- 2004 Prada Epicenter, Los Ángeles
- Embajada de los Países Bajos en Berlín, Alemania

## Reconocimientos
En 2013 fue nominada al Premio Women Architect of the Year por la revista Architects' Journal.